# Spex-SM
Spex-SM är en tävling i studentspex som genomfördes första gången 2002 i Örebro. Vinnare i kategorin bästa spex blev Lulespexet med sin uppsättning En vikingasaga.
I maj 2007 anordnades Spex-SM åter i Örebro. Denna gång fanns det 11 priser att kämpa om. Deltog gjorde inbjudna spex  från  Lund, Göteborg, Skövde, Uppsala, Linköping, Stockholm, Luleå och Örebro.
2012 arrangerades Spex-SM för tredje gången. Denna gång tävlade ett bidrag vardera från Lund, Umeå, Linköping, Stockholm, Luleå och Örebro.

## Historia
Den nationella spextävlingen Spex-SM instiftades 2002 i samband med att Örebrospexet, som förening firade sitt 5-årsjubileum. Tävlingen har sedan fortsatt att hållas vart 5:e år. Nationella spextävlingar har hållits tidigare i Stockholm under namnet Spexiaden som gick av stapeln 1989 och 1992, innan den lades ned på grund av att den anordnade organisationen Riksspexbyrån splittrades.

## Regler
- Varje stad får endast ställa upp med ett bidrag. Fler spexföreningar från samma ort kan slås ihop och tävla tillsammans.
- Bidraget får max vara en timme långt, inklusive omstarter.
- Bidraget får handla om vad som helst och flera städer får ha samma tema. Handlingen kan vara ett urklipp från spexföreningens ordinarie hemmaproduktion eller ett helt nyskrivet just för tävlingen.
- Det finns inga begränsningar för hur många som får medverka på scenen. Dock måste könsfördelningen av skådespelarna vara relativt jämnt fördelad mellan män och kvinnor.[2]

## 2024
| Spexeri                                             | Spex | Stad      | Utmärkelser                                                                                                   |
| --------------------------------------------------- | --- | --------- | --- |
| Linköping (Linköpings Studentspex och Holgerspexet) | Brott & Skratt eller Spex Noir                                                                                              | Linköping | Bästa Koreografi                                                                                              |
| Kårspexet                                           | Robin & Marian ...eller det svåra med att följa John                                                                        | Stockholm | Bästa Musikaliska Vision                                                                                      |
| Filosofspexet                                       | Doktor Uddavante eller: Hur jag slutade noja mig och lärde mig älska Bomb-Två eller: Oppenheimer 2.0 - en forskare med koll | Göteborg  | Juryns Specialpris: Mest oförglömliga                                                                         |
| Umeås Bispexuella Förening (MESK och Umespexarna)   | Törnrosa eller... Ett tröttsamt spex, Fyra feer och en spegel, Ett tack hade inte skadat                                    | Umeå      | Bästa Specialeffekt, Bästa Hår, Smink & Kostym                                                                |
| Jesperspexet                                        | Marie Curie | Lund      | Bästa Omstarter, Bästa Manus, Bästa Musikaliska Framförande, Bästa Regi och Skådespeleri, Sveriges Bästa Spex |
| Lulespexet                                          | Emu Kriget eller "Det som inte dödar dig bor ej i Australien"                                                               | Luleå     | Bästa Scenografi                                                                                              |

### Vinnare
| Vinstkategori                 | Vinnare   | Nominerade           |
| ----------------------------- | --------- | -------------------- |
| Bästa Omstarter               | Lund      | Stockholm & Luleå    |
| Bästa Musikaliska Vision      | Stockholm | Linköping & Lund     |
| Bästa Scenografi              | Luleå     | Linköping & Umeå     |
| Bästa Manus                   | Lund      | Linköping & Luleå    |
| Bästa Koreografi              | Linköping | Umeå & Luleå         |
| Bästa Hår, Smink & Kostym     | Umeå      | Stockholm & Luleå    |
| Bästa Musikaliska Framförande | Lund      | Stockholm & Göteborg |
| Bästa Regi & Skådespeleri     | Lund      | Stockholm & Luleå    |
| Bästa Specialeffekt           | Umeå      | Linköping & Luleå    |
| Juryns Specialpris            | Göteborg  | Stockholm & Luleå    |
| Sveriges Bästa Spex           | Lund      | Luleå & Linköping    |

## 2017

### Deltagare
| Spexeri                                             | Spex                                              | Stad      | Utmärkelser                                     |
| --------------------------------------------------- | ------------------------------------------------- | --------- | ----------------------------------------------- |
| Linköping (Linköpings Studentspex och Holgerspexet) | Revolutionärerna eller en tramsatlantisk historia | Linköping | Bästa manus, Bästa scenografi                   |
| Lulespexet                                          | Franska revolutionen                              | Luleå     | Bästa musikaliska vision, Bästa kostym          |
| Jesperspexet                                        | Manhattanprojektet                                | Lund      | Bästa musikaliska framförande, Bästa koreografi |
| Kårspexet                                           | Karl XII eller Sofia med Knuff                    | Stockholm | Bästa regi/skådespeleri, Sveriges bästa spex    |
| Bispexuellas förening Umeå (MESK och Umespexarna)   | Siegfried                                         | Umeå      | Juryns specialpris. Bästa sminkning             |
| Örebrospexet                                        | Muren eller alla väggar bär till Berlin           | Örebro    | Bästa omstart                                   |

### Vinnare
| Vinstkategori                 | Vinnare   |
| ----------------------------- | --------- |
| Bästa koreografi              | Lund      |
| Bästa kostym                  | Luleå     |
| Bästa smink                   | Umeå      |
| Bästa manus                   | Linköping |
| Bästa musikaliska framförande | Lund      |
| Bästa musikaliska vision      | Luleå     |
| Bästa omstart                 | Örebro    |
| Bästa regi/skådespeleri       | Stockholm |
| Bästa scenografi              | Linköping |
| Juryns specialpris            | Umeå      |
| Sveriges bästa spex           | Stockholm |

## 2012

### Deltagare
| Spexeri                                                                   | Spex                        | Stad      | Utmärkelser                                                              |
| ------------------------------------------------------------------------- | --------------------------- | --------- | ------------------------------------------------------------------------ |
| Linköpings Förenade Studentspex (Linköpings Studentspex och Holgerspexet) | Världsomställningen i Paris | Linköping | Bästa manus, bästa scenografi, Sveriges bästa spex                       |
| Lulespexet                                                                | Taj Mahal                   | Luleå     | Bästa kostym                                                             |
| Jesperspexet                                                              | Einstein                    | Lund      |                                                                          |
| Kårspexet                                                                 | Freud                       | Stockholm | Bästa regi/skådespeleri, bästa musikaliska gestaltning, bästa koreografi |
| Bispexuellas förening Umeå (MESK och Umespexarna)                         | Turandot                    | Umeå      | Bästa musikaliska framförande                                            |
| Örebrospexet                                                              | Troja                       | Örebro    | Bästa omstart, Juryns specialpris                                        |

Från början var även Halmstad och Uppsala anmälda deltagare, men tvingades lämna återbud under månaderna före Spex-SM.

### Vinnare
| Vinstkategori                 | Vinnare            |
| ----------------------------- | ------------------ |
| Bästa koreografi              | Stockholm          |
| Bästa kostym och smink        | Luleå              |
| Bästa manus                   | Linköping          |
| Bästa musikaliska framförande | Umeå               |
| Bästa musikaliska gestaltning | Stockholm          |
| Bästa omstart                 | Örebro             |
| Bästa regi/skådespeleri       | Stockholm          |
| Bästa scenografi              | Linköping          |
| Juryns specialpris            | Örebros stridsscen |
| Sveriges bästa spex           | Linköping          |

## 2007

### Deltagare
| Spexeri                                                | Spex                           | Utmärkelser                                                                              |
| ------------------------------------------------------ | ------------------------------ | ---------------------------------------------------------------------------------------- |
| ATLAS² -SkövdeSpexet                                   | Arizona                        | Juryns specialpris                                                                       |
| Handelsspexet vid GU                                   | Nelson                         |                                                                                          |
| Jesperspexet vid LTH                                   | Ben-Hur                        | Bästa sång                                                                               |
| Kårspexet vid KTH                                      | Kristian Tyrann                | Bästa manusidé, bästa scenografi, bästa koreografi, bästa musik, bästa regi/skådespeleri |
| Linköpings StudentSpex                                 | Hannibal                       | Bästa manus, bästa omstart, Sveriges bästa spex                                          |
| Luleå studentspexförening                              | Jakten på dr. Livingstone      |                                                                                          |
| Norrlands Nations SpexEnsemble vid Uppsala universitet | Jakten på det försvunna spexet |                                                                                          |
| Örebrospexet                                           | Gustav III                     | Bästa kostym                                                                             |

| Vinstkategori           | Vinnare                      |
| ----------------------- | ---------------------------- |
| Bästa manusidé          | Kristian Tyrann av Kårspexet |
| Bästa manus             | Hannibal av LiSS             |
| Bästa scenografi        | Kristian Tyrann av Kårspexet |
| Bästa kostym            | Gustav III av Örebrospexet   |
| Bästa koreografi        | Kristian Tyrann av Kårspexet |
| Bästa sång              | Ben-Hur av Jesperspexet      |
| Bästa musik             | Kristian Tyrann av Kårspexet |
| Bästa omstart           | Hannibal av LiSS             |
| Bästa regi/skådespeleri | Kristian Tyrann av Kårspexet |
| Juryns specialpris      | Arizona av ATLAS²            |
| Sveriges bästa spex     | Hannibal av LiSS             |

## 2002
Jury detta år var Stefan Grudin, Peter Flack och Jonas Hallberg.
| Spexeri                                                | Spex                          | Utmärkelser                                   |
| ------------------------------------------------------ | ----------------------------- | --------------------------------------------- |
| Suspex (samarbete mellan flera spex) från SU           | Barabas                       |                                               |
| Kårspexet vid KTH                                      | 1492                          |                                               |
| Linköpings StudentSpex                                 | Caesars vägskäl               | Bästa dekor                                   |
| Luleå studentspexförening                              | En vikingasaga                | Bästa koreografi, bästa skådespel, bästa spex |
| Norrlands Nations SpexEnsemble vid Uppsala universitet | Lägenheten runt på 80 minuter | Bästa kostym, bästa manusidé                  |
| Umespexarna                                            | Romeo och Julia               |                                               |
| Växjö Spex                                             | Askungen                      |                                               |
| Örebrospexet                                           | Hamlet - en vanföreställning  |                                               |